# Liste der Mitglieder des liechtensteinischen Landtags (2009)
Diese Liste führt die Mitglieder des Landtags des Fürstentums Liechtenstein auf, der aus den Wahlen am 6. und 8. Februar 2009 hervorging. Die Legislaturperiode dauert bis 2013. Die Eröffnungssitzung des Parlaments fand am 18. März 2009 statt.

## Zusammensetzung
Von 18.493 Wahlberechtigten nahmen 15.650 Personen an der Wahl teil (84,6 %). Die Stimmen und Mandate verteilen sich in den beiden Wahlkreisen – Oberland und Unterland – wie folgt:
| Partei                              | Stimmen  | Stimmen   | Stimmen   | Stimmen        | Sitze    | Sitze     | Sitze     |
| ----------------------------------- | -------- | --------- | --------- | -------------- | -------- | --------- | --------- |
| Partei                              | Oberland | Unterland | insgesamt | Stimmenanteile | Oberland | Unterland | insgesamt |
| Fortschrittliche Bürgerpartei (FBP) | 61.033   | 25.918    | 86.951    | 43,5 %         | 6        | 5         | 11        |
| Vaterländische Union (VU)           | 71.469   | 23.750    | 95.219    | 47,6 %         | 8        | 5         | 13        |
| Freie Liste (FL)                    | 13.733   | 4.102     | 17.835    | 8,8 %          | 1        | 0         | 1         |

## Liste der Mitglieder
| Name                 | Fraktion | Wahlkreis | Stimmen | Bemerkung               |
| -------------------- | -------- | --------- | ------- | ----------------------- |
| Marlies Amann-Marxer | VU       | Unterland | 2163    |                         |
| Christian Batliner   | FBP      | Oberland  | 3825    |                         |
| Manfred Batliner     | FBP      | Unterland | 2335    |                         |
| Doris Beck           | VU       | Unterland | 2224    |                         |
| Jürgen Beck          | VU       | Oberland  | 4658    |                         |
| Gisela Biedermann    | VU       | Oberland  | 4294    |                         |
| Arthur Brunhart      | VU       | Oberland  | 4699    | Landtagspräsident       |
| Gerold Büchel        | FBP      | Unterland | 2398    | Schriftführer           |
| Peter Büchel         | VU       | Unterland | 2237    |                         |
| Albert Frick         | FBP      | Oberland  | 3766    |                         |
| Pepo Frick           | FL       | Oberland  | 1134    |                         |
| Doris Frommelt       | FBP      | Oberland  | 3801    |                         |
| Rainer Gopp          | FBP      | Unterland | 2321    |                         |
| Diana Hilti          | VU       | Oberland  | 4315    |                         |
| Peter Hilti          | VU       | Oberland  | 4258    | Fraktionssprecher       |
| Johannes Kaiser      | FBP      | Unterland | 2483    | Fraktionssprecher       |
| Elmar Kindle         | FBP      | Oberland  | 3827    |                         |
| Günther Kranz        | VU       | Unterland | 2319    |                         |
| Werner Kranz         | VU       | Unterland | 2161    |                         |
| Peter Lampert        | FBP      | Oberland  | 3931    |                         |
| Wendelin Lampert     | FBP      | Oberland  | 3925    |                         |
| Gebhard Negele       | VU       | Oberland  | 4658    |                         |
| Harry Quaderer       | VU       | Oberland  | 4496    |                         |
| Thomas Vogt          | VU       | Oberland  | 4354    | Schriftführer           |
| Renate Wohlwend      | FBP      | Unterland | 2450    | Landtagsvizepräsidentin |

## Liste der Stellvertreter
| Name                   | Fraktion | Wahlkreis | Stimmen |
| ---------------------- | -------- | --------- | ------- |
| Helmuth Büchel         | FBP      | Oberland  | 3728    |
| Marion Kindle          | VU       | Oberland  | 4226    |
| Helen Konzett Bargetze | FL       | Oberland  | 1100    |
| Hubert Lampert         | FBP      | Unterland | 2313    |
| Dominik Oehri          | VU       | Unterland | 2141    |
| Leander Schädler       | VU       | Oberland  | 4139    |
| Stefan Wenaweser       | FBP      | Oberland  | 3655    |

## Anmerkung
1. 1 2 3  Im Februar 2011 trat Harry Quaderer aus der Vaterländischen Union aus und ist seitdem parteiloser Abgeordneter. Die Anzahl der Sitze der VU reduziert sich damit auf 7 im Wahlkreis Oberland, sowie auf 12 insgesamt.